# Hina-puku-ia
Hina-puku-ia är fiskekonstens gudinna inom Hawaiis mytologi. Hon är syster till Hina-puku-ai, gift med Ku-ula-kai och mor till Ai-ai. 